# Контрибьютор
Контрибью́тор (англ. contributor) — физическое или юридическое лицо, предоставляющее исходные данные для расчёта эталонного финансового индикатора. Контрибьюторами, преимущественно, выступают, банки, участники биржевого и внебиржевого финансовых рынков, сведения об операциях которых ложатся в основу расчёта финансового индикатора. К примеру, в расчёте рублёвых процентных ставок MosPrime Rate или RUONIA участвует группа российских и дочерних иностранных банков. Сведения, предоставляемые контрибьюторами, могут составлять цены, курсы, предварительные оценки, стоимость, ставки, экспертные мнения и иная информация, необходимая для формирования эталонного финансового индикатора.
«Поднадзорными контрибьюторами» (англ. supervised contributor) называют лиц, которые предоставляют исходные данные для администратора финансового индикатора, находящегося в Европейском союзе, где деятельность по администрированию финансовых индикаторов законодательно регулируется. Поднадзорными контрибьюторами, как правило, являются банки, по данным надзорной отчётности которых происходит расчёт агрегированных процентных ставок и других показателей.
Де-факто контрибьюторы направляют свои данные не напрямую. Их работу выполняет специальное должностное лицо, предоставляющее сведения (англ. submitter, или «податель» сведений) — сотрудник, отвечающий за предоставление информации. Сведения о заключённых операциях, оценки или мнения, направляются администратору напрямую или его расчётному агенту, ответственному за вычисление значения эталонного финансового индикатора.
От контрибьюторов требуется проявлять осмотрительность, поскольку они могут столкнуться с конфликтом интересов. В частности, сведения о процентных ставках, направляемые контрибьюторами, лежат в основе ценообразования на их финансовые продукты, которые они предлагают своим клиентам. Таким образом, деятельность контрибьютора может быть подвержена риску манипуляций информацией. Манипулирование или ненадлежащее формирование эталонного финансового индикатора может нанести ущерб инвесторам и клиентам, как это произошло во время скандала вокруг LIBOR в 2008—2016 годах.
| Банк                                               | Валюта, в которой рассчитывается LIBOR | Валюта, в которой рассчитывается LIBOR | Валюта, в которой рассчитывается LIBOR | Валюта, в которой рассчитывается LIBOR | Валюта, в которой рассчитывается LIBOR |
| Банк                                               | USD                                    | GBP                                    | EUR                                    | CHF                                    | JPY                                    |
| -------------------------------------------------- | -------------------------------------- | -------------------------------------- | -------------------------------------- | -------------------------------------- | -------------------------------------- |
| Bank of America N.A. (London Branch)               | ○                                      |                                        |                                        |                                        |                                        |
| Bank of Tokyo-Mitsubishi UFJ Ltd                   | ○                                      | ○                                      | ○                                      | ○                                      | ○                                      |
| Barclays Bank plc                                  | ○                                      | ○                                      | ○                                      | ○                                      | ○                                      |
| BNP Paribas SA, London Branch                      |                                        | ○                                      |                                        |                                        |                                        |
| Citibank N.A. (London Branch)                      | ○                                      | ○                                      | ○                                      | ○                                      |                                        |
| Cooperatieve Rabobank U.A.                         | ○                                      | ○                                      | ○                                      |                                        |                                        |
| Crédit Agricole Corporate & Investment Bank        | ○                                      | ○                                      |                                        |                                        |                                        |
| Credit Suisse AG (London Branch)                   | ○                                      | ○                                      |                                        | ○                                      |                                        |
| Deutsche Bank AG (London Branch)                   | ○                                      | ○                                      | ○                                      | ○                                      | ○                                      |
| HSBC Bank plc                                      | ○                                      | ○                                      | ○                                      | ○                                      | ○                                      |
| JPMorgan Chase Bank, N.A. London Branch            | ○                                      | ○                                      | ○                                      | ○                                      | ○                                      |
| Lloyds Bank plc                                    | ○                                      | ○                                      | ○                                      | ○                                      | ○                                      |
| Mizuho Bank, Ltd.                                  |                                        | ○                                      | ○                                      |                                        | ○                                      |
| Royal Bank of Canada                               | ○                                      | ○                                      | ○                                      |                                        |                                        |
| Santander UK Plc                                   |                                        | ○                                      | ○                                      |                                        |                                        |
| Société Générale (London Branch)                   |                                        | ○                                      | ○                                      | ○                                      | ○                                      |
| Sumitomo Mitsui Banking Corporation Europe Limited | ○                                      |                                        |                                        |                                        | ○                                      |
| The Norinchukin Bank                               | ○                                      |                                        |                                        |                                        | ○                                      |
| The Royal Bank of Scotland plc                     | ○                                      | ○                                      | ○                                      | ○                                      | ○                                      |
| UBS AG                                             | ○                                      | ○                                      | ○                                      | ○                                      | ○                                      |

Обозначение: «○» — банк предоставляет данные по процентной ставке в указанной валюте.
Если эталонный финансовый индикатор формируется частной организацией, то выполнение функции контрибьютора является добровольным. Если эталонный финансовый индикатор администрируется государственным органом, например, центральным банком, то сбор информации носит обязательный характер. Для него может использоваться как надзорная отчётность, так и специальная информационная система. У бирж и внебиржевых торговых площадок сбор сведений по итогам торгов является автоматическим, что не предполагает выделения особой роли контрибьютора.
Администратор эталонного финансового индикатора является главным получателем данных контрибьюторов. Он может оценивать своевременность, полноту и достоверность исходных данных. От администратора требуется, чтобы он принимал ответные меры, когда исходные данные перестают отражать рыночную или экономическую реальность, которую отражает индикатор. К мерам относится изменение исходных данных, состава контрибьюторов или метода расчёта. Крайней мерой администратора является прекращение публикации индикатора, если тот теряет репрезентативность. Во избежание искажений при формировании индикатора администратор должен установить и поддерживать систему мониторинга и контроля данных, включая сравнение данных с предыдущими историческими значениями.